# Promenade-Quadrille
Promenade-Quadrille, op. 98, är en kadrilj av Johann Strauss den yngre. Den spelades första gången den 23 maj 1851 i Wien.

## Historia
Ägaren till Volksgarten-kaféet, Johann Baptist Corti, hade förberett den första vårfestivalen i sin anläggning till början av maj 1851; för att fira "naturens uppvaknande". Men det året försenades vårens ankomst som så många gånger förut. Den 23 maj ville Corti inte vänta längre: även om temperaturen inte alls var vårliknande, spelade Strauss kapell de senaste kompositionerna för publiken, klädda i päls och rockar.
"Den första maj-manifestet av Herr Corti var lindad i vinterkläder," sade reportern från "Theaterzeitung" sarkastiskt. För Johann Strauss fann han dock bara beröm och erkännande:
"För den här kvällen hade Herr Strauss komponerat och framfört en ny Quadrille 'Promenade-Quadrille', som måste spelas da capo på grund av originalitet, melodiska och effektiva figurer på begäran."
Som ett resultat av de ansträngande kraven som ställs på honom i Wien-Karnevalen 1851, drabbades den 24-årige Johann Strauss av ett nervöst sammanbrott. Så allvarlig var denna fysiska och mentala kollaps att vissa tidningar hade rapporterat om hans död. Strauss var tvungen att ta en vila, och till och med det ständiga flödet av nya kompositioner torrlades. Strauss använde detta avbrott till god sak, och efter detaljerade förhandlingar med sin faders musikförlag, Carl Haslinger, nåddes en överenskommelse där Haslinger-företaget tog över ansvaret för publiceringen av alla Strauss kompositioner (med början med valsen Idyllen op. 95). När Strauss i maj 1851 tog upp sin penna för att komponera, gjorde han det försiktigt, och Promenade-Quadrille förblev hans enda nya arbete under våren. 

## Om kadriljen
Speltiden är ca 4 minuter och 45 sekunder plus minus några sekunder beroende på dirigentens musikaliska tolkning.

## Weblänkar
- Dynastin Strauss 1851 med kommentarer om Promenade-Quadrille.
- Promenade-Quadrille i Naxos-utgåvan.